# Argia chelata
Argia chelata là một loài chuồn chuồn kim trong họ Coenagrionidae.
Argia chelata được Calvert miêu tả khoa học năm 1902.